# Route nationale 849
Pour les articles homonymes, voir Route 849.
La route nationale 849 ou RN 849 était une route nationale française reliant Vico à Sarrola-Carcopino. À la suite de la réforme de 1972, elle a été déclassée en RD 1.

## Ancien tracé de Vico à Sarrola-Carcopino (D 1)
- Vico 42° 09′ 50,43″ N, 8° 47′ 15,22″ E
- Arbori 42° 08′ 34,81″ N, 8° 47′ 58,48″ E
- Ambiegna 42° 05′ 01,61″ N, 8° 47′ 30,67″ E
- Col d'Ambiegna
- Sari-d'Orcino 42° 03′ 41,27″ N, 8° 49′ 30,4″ E
- Bocca di Sarcoggio
- Sarrola-Carcopino 41° 58′ 43,09″ N, 8° 49′ 52,8″ E